# Солдатське (Петрівська селищна громада)
Солда́тське — село в Україні, на півдні Олександрійського району Кіровоградської області. Населення становить 113 осіб станом на липень 2023 року.

## Населення
Згідно з переписом УРСР 1989 року чисельність наявного населення села становила 194 особи, з яких 86 чоловіків та 108 жінок.
За переписом населення України 2001 року в селі мешкало 198 осіб.

### Мова
Розподіл населення за рідною мовою за даними перепису 2001 року:
| Мова       | Відсоток |
| ---------- | -------- |
| українська | 96,97 %  |
| російська  | 2,02 %   |
| молдовська | 1,01 %   |